# 鈴木直道
鈴木 直道（すずき なおみち、1981年〈昭和56年〉3月14日 - ）は、日本の政治家。北海道知事（第19代・20代）。無所属。2011年4月24日から2019年2月28日までの2期8年、夕張市長（第18代・19代）を務めた。

## 来歴
1981年（昭和56年）3月14日、埼玉県春日部市で誕生。埼玉県三郷市で育つ。埼玉県立三郷高等学校在学中に両親が離婚。母のもとで育ち、経済的な事情から大学進学を断念。

### 東京都職員へ
東京都職員採用試験に合格し、高校卒業後の1999年4月、東京都庁に入庁した。19歳だった2000年4月、都職員として勤務しながら法政大学第二部法学部法律学科 に入学 し地方自治を専攻、2004年卒業。
東京都職員時代は、東京都衛生局（現：東京都福祉保健局）に配属され、東京都衛生研究所（現：東京都健康安全研究センター）、東京都立北療育医療センター、福祉保健局保健政策部疾病対策課に在職した。
2008年1月、福祉保健局総務部総務課主任在職中に、猪瀬直樹東京都副知事の発案により北海道夕張市の市民課市民保険グループに派遣され、主に医療保険事務を担当した。
2010年、東京都知事本局（現：東京都政策企画局）総務部総務課主任として内閣府地域主権戦略室に出向。同年、夕張市行政参与。

## 東京都職員として夕張市へ派遣
夕張市は当時、財政再建団体（のちの制度では財政再生団体）に転落しており、富裕な東京都として他地域を支援するとともに、財政破綻の影響を都職員に実感してもらうため送り込まれた2人のうちの1人だった。当初派遣は1年間の予定だったが、本人の希望もあって800日ほどに延長された。
また特定非営利活動法人ゆうばり観光協会、ゆうばり再生市民会議、ゆうばり子ども文化の会「かぜちゃる」にも参加した。2008年には、夕張メロンの果汁を使用した「夕張メロンポップコーン」を考案し、ゆうばり国際ファンタスティック映画祭でも販売した。
2009年7月、夕張市財政再生計画に市民の声を反映させるため、夕張再生市民アンケート実行委員会を設立する。母校・法政大学および夕張市で調査実績のある北海学園大学の学生ボランティアに参加を呼びかけ、2人1組で戸別訪問する聞き取り調査やアンケート調査を行い、夕張市の全世帯数の26%に相当する1661世帯から回答を得る。
2010年4月からは東京都から内閣府地域主権戦略室に出向したが、猪瀬副知事、藤倉肇夕張市長の意向により夕張市行政参与に就任した。

### 夕張市長選挙へ出馬
2010年11月25日、夕張市の市民グループ「夕張市長選挙を通じ夕張市の未来を考える有志」の呼びかけ人である荒舘康治 が、北海道を訪れていた鈴木に新千歳空港で夕張市長選挙に出馬するよう要請した。石原慎太郎東京都知事、猪瀬直樹副知事が共に立候補に賛意を示した。11月30日に東京都職員を退職し、夕張市長選挙に出馬することを表明し、12月8日に同市へ転居した。
2011年1月15日に記者会見を開き正式に出馬を表明した。同年4月の統一地方選挙の一環で実施される新人対決の夕張市長選挙に無所属で出馬し、自民・公明・みんな3党の推薦を受けた元衆議院議員の飯島夕雁や、実業家の羽柴誠三秀吉らを破り、初当選を果たした。全国最年少となる30歳1か月で市長に就任した。
2015年4月、夕張市長に再選される。

### 北海道知事選挙へ出馬
2019年1月29日、現職の高橋はるみの任期満了（国政進出、第25回参院選への出馬意向）に伴う2019年北海道知事選挙に無所属で立候補する意向を表明、同年2月28日に夕張市長退任。記者団の取材に対し、「（国政与党の）自民党と公明党に推薦を求める」と述べた。
同年4月7日投開票の北海道知事選挙では、新人同士対決で、自由民主党・公明党・新党大地から推薦を受け、立憲民主党・国民民主党・日本共産党・自由党・社会民主党が推薦する野党統一候補の石川知裕（元：衆議院議員）を破り、初当選を果たした。同年4月23日、公選第19代北海道知事に就任。
同年6月、定例会見で「行財政改革の実行に向けた強い決意と姿勢を示す」として、自らの給料の3割削減に加え、期末手当や退職金の3割削を表明。同年7月、削減のための条例改正案が道議会で可決され、知事給料が全国最低水準になった。
2022年3月2日、大石賢吾が39歳8か月で長崎県知事に就任するまで、都道府県知事47人の中では最年少だった。
2023年1月15日、同年4月9日執行の北海道知事選挙に再選を目指して立候補することを表明した。前回同様、自民党・公明党・新党大地から推薦を受け、結果、75%の得票率を得て、立憲民主党が推薦、国民民主党道連・共産党・社民党道連が推薦する池田真紀（元：衆議院議員）らを大差で破って再選した。

## 夕張市長

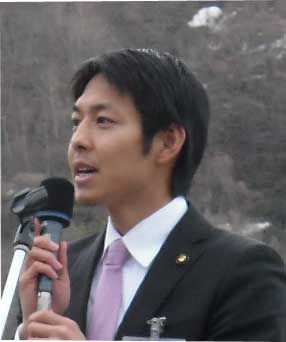
夕張市長在任中の鈴木（2011年7月4日撮影）

### 活動
市長時代はマスメディアから「日本一給料の安い地方自治体首長」として紹介されていた。財政再建団体のため、月額給与は70％カット（2016年7月現在で、25万9000円）、退職金と交際費は100％カットしていた。2017年の年収は市長としての給与が約251万円、その他の所得（講演、テレビ出演、執筆など）は約470万円だった。
2011年7月、公約実現のための市長特命チーム「まちづくり企画室」を設置した。
2011年10月24日、日本商工会議所の岡村正会頭のもとを訪れ、財政赤字の解消に尽力している状況を説明し、工業団地への企業誘致を進め雇用の創出を図るとともに、遊休温泉施設の活用事業者やサッカー場などを兼ね備えたスポーツ施設のネーミングライツスポンサーの募集など民間の力を活かした取り組みを語った。
2012年1月6日から9日まで、「カタール国 教育・福祉復興支援事業 北海道夕張 親子で雪ん子リフレッシュ・キャンプ」を開催した。被災3県（岩手県、宮城県、福島県）の子ども達と家族700人を、カタール国の支援により受け入れた。前年夏に、福島市の主催事業で福島の小学生らを受け入れた際に知り合った石原洋三郎衆院議員が役員を務める日本・カタール友好議員連盟を通じて義援金の活用をカタールに要請し、駐日カタール大使から約7000万円の支援があり実現したものである。この時点では国内最大規模の受け入れとなった。

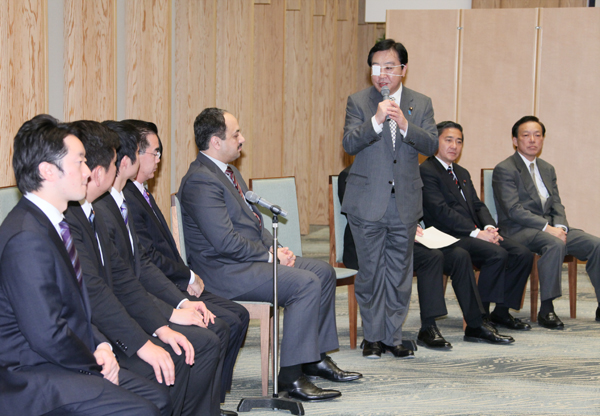
野田佳彦（当時内閣総理大臣）らと鈴木（左から3人目）（2012年1月20日、首相官邸にて）

2012年1月20日、内閣総理大臣の野田佳彦（野田第1次改造内閣）に面会する。カタール国国務外務大臣ハリド・アル・アティーヤをはじめ、岩手・宮城・福島各県の親子とともに首相官邸を訪問する。カタール国が教育・福祉分野における復興支援事業の一環として、東日本大震災の被災地の子供たちの心のケアをサポートするため、「カタール・フレンドシップ・ファンド教育・福祉復興事業」を設立したことについて、野田に報告した。また、財政再生計画の期間短縮実現のため、野田にリーダーシップの発揮と、現状を説明するための再度の面会を要望。「震災被災地から財政再生団体を出さないようにしていただきたい」と要望した。
2013年7月30日、夕張メロンを世界に通じるブランドにするべく、カタールへ渡った。鈴木自身が手荷物で約50玉のメロンを運び、アティーヤ外相に贈呈、現地王族にもふるまい、好評を得る。0泊3日の強行日程、渡航費用など30万円は私費、メロンは夕張市農協からの無償提供であった。翌年には、夕張メロンのアジア初輸出が決まる。
2016年6月、「夕張市の高齢化率は約49％。高齢化の先進地域です。」と夕張が抱える高齢化問題に触れ、「どういう医療・介護サービスを展開できるか。とりわけ財政的に厳しい制約がある中、どうやって最高の効果を生み出すか。夕張の取り組みは今後、他の自治体にとってヒントになると思います。」と述べた。
2016年8月8日、北海道旅客鉄道（JR北海道）本社で島田修社長と会談し、赤字が大きく同社単独での維持が困難な線区として、秋にも公表すると見られていた、石勝線の新夕張駅―夕張駅間（夕張支線16.1キロメートル）の廃止を市長側から提案した。鈴木市長は会談後、記者団に「座して廃線を待つのではなく『攻めの廃線』を提案した」と説明。市民の足を守ることを第一に考えた鈴木市長による異例の“逆提案”は話題になり、鉄道のあり方への問題提起ともなった。その後協議を続け、早ければ2019年3月にも廃止することで合意し、JR北海道から市の交通施策への協力やJR所有の土地・施設の利用、社員の派遣といった条件を引き出した。一方、複数の自治体が関係する他の維持困難線区の地域からは、「夕張支線のケースは例外だ」との指摘もある。
2016年11月4日、総理大臣官邸にて菅義偉内閣官房長官と会談。地域の再生を目指した、新たな財政再生計画に対して、国が財政面などで最大限の支援を決断するよう要請。これに対し菅官房長官は、同日午後の記者会見で「政府としても、どのような支援ができるのか今後検討していきたい」と述べた。
2018年3月、JR石勝線夕張支線廃線合意の覚書締結。締結後、協力した関係者に感謝を伝えるとともに、「明治25年11月の開業から120年あまりにわたって、夕張とともに歩み、夕張のまちを支え続けてきた夕張支線。廃線により、その長い歴史に終止符を打つことになります。歴史の重さを実感するとともに、今ここから『持続可能な交通体系のモデル』と言われる新たな歴史をつくっていきたい。」というコメントを発表した。

### 市政への評価
2014年5月29日、日本国政府が集中的に支援を行う「地域活性化モデルケース」に夕張市が選定される。コンパクトシティの実現に向けた取り組みや、地域エネルギーの有効活用などを提案、政府の審査を受け、応募135件から33件に絞られたもの。対象地域には、中央省庁から課長クラスが派遣され、税制や予算、規制緩和などで、よりスムーズに優遇措置を受けることができる。
2014年10月、コンパクトシティ化に向け建設された「歩団地」が、年間の住生活月間功労者表彰国土交通大臣表彰を受賞する。
2015年1月22日、「コンパクトシティと夕張再生エネルギー活用による元気創造への挑戦」が評価され、政府が進める地方創生の具体的な施策の「地域再生計画」に認定され、首相官邸で、認定書授与式が行われた。
2015年6月28日、高市早苗総務大臣が夕張市を訪問、財政の立て直しは順調に進んでいると評価した。「保育料は近隣町村と比べ高い水準にあり、子育て世代が市外に流出する一因となっていると聞いた。再生実現のためには若い世代の定住促進が重要だ」と述べ、財政再生計画に計上されていない保育料の引き下げなどについても前向きに対応する考えを示した。
2015年7月12日から13日にかけて、石破茂地方創生担当大臣が夕張市を視察した。「夕張をどうするかは、地方創生と、これから先の日本をどうするかに直結する。新しい日本を作っていく上でモデルとしたい」などと述べた。また、人口減少に対応して都市機能を集約する取り組みを進める夕張市の姿勢などに触れ、「厳しい状況に置かれている夕張だからこそ、現実的なアイデアが出てくる。夕張の事例を（他の自治体に）広げることが出来れば」と評価した。
2017年、財政再生計画変更の総務大臣同意を得る際、高市総務大臣（当時）は「この計画は夕張市が実質的な再生に向けて新たな一歩を踏み出すためのものであり、鈴木市長のリーダーシップに期待をしている」と述べた。
2018年6月、財政再建団体になった時（2006年）の負債の総額は353億円であったが、12年の時を経た2018年には、債務は約140億円減る一方で、行政サービスの低下や公共料金の引き上げで地域の衰退も加速し、破綻時に1万3000人だった夕張市の人口は、8300人まで減った。

### 東京都との連携
- 2011年7月、東京都交通局清澄乗務管理所長（課長級）の高畠信次を東京都から派遣。市理事に任命。
- 2011年8月、東京消防庁との連絡窓口としてホットラインを設置。東京都知事本局政策部政策課政策主査として夕張市支援の窓口を務めていた金光恭児を都から派遣。市総務課主幹に任命。
- 2011年12月15日～2週間程度、都営地下鉄の車内中吊りと主要10駅構内の広告ボードに、夕張観光PRポスターを無償で掲示。
- 2011年1月11日～2月16日、消防職員（東京消防庁から6人、夕張市消防本部から1人）を相互に派遣し、実務研修を実施。
- 2012年8月30日、都営バス車両の無償譲渡が実現。大型ノンステップバス1両が譲渡されることになった。
- 2014年6月3日、舛添要一東京都知事と会談し、東京都の支援を継続するよう要請。舛添知事は「できる限りの支援は続けていきたい」と応じた。
- 2016年12月22日、東京都庁舎を訪れ、小池百合子都知事を訪問。鈴木市長は「再生にかじを切るタイミングで新しい連携をつくりたい」と要望。小池知事は「どう連携できるか話し合い、しっかりと夕張市を支えたい」と応じた。

### 施設売却問題
夕張市長時代の2017年2月、市が所有するホテルマウントレースイ・マウントレースイスキー場・合宿の宿ひまわり・ゆうばりホテルシューパロの4施設を、中国人である呉之平が経営する不動産業者の元大リアルエステートへ約2億4000万円で売却している。
同社は「中国などからの観光客の取り込みを目指し、同施設の改修や広告などに約100億円を投資する計画である」と説明していた。
その後、同社は2019年3月に同4施設を香港系ファンドに約15億円で売却し、13億円の転売益を得ている。また、市はこの資産売却時に固定資産税の3年間免除も付けていたことも判明している。
転売禁止条項を付けることも可能であったが、市長は売却当時の市議会で、「（呉之平）社長が転売しないと言っているから、転売禁止条項はつけない」と答弁していた。なお、新千歳空港に乗り入れている中国系航空会社が2016年にそれらの4施設の購入を10億円以内で購入するために鈴木直道市長（当時）に面談を申し入れたが、それを拒否していたことも判明している。

## 北海道知事

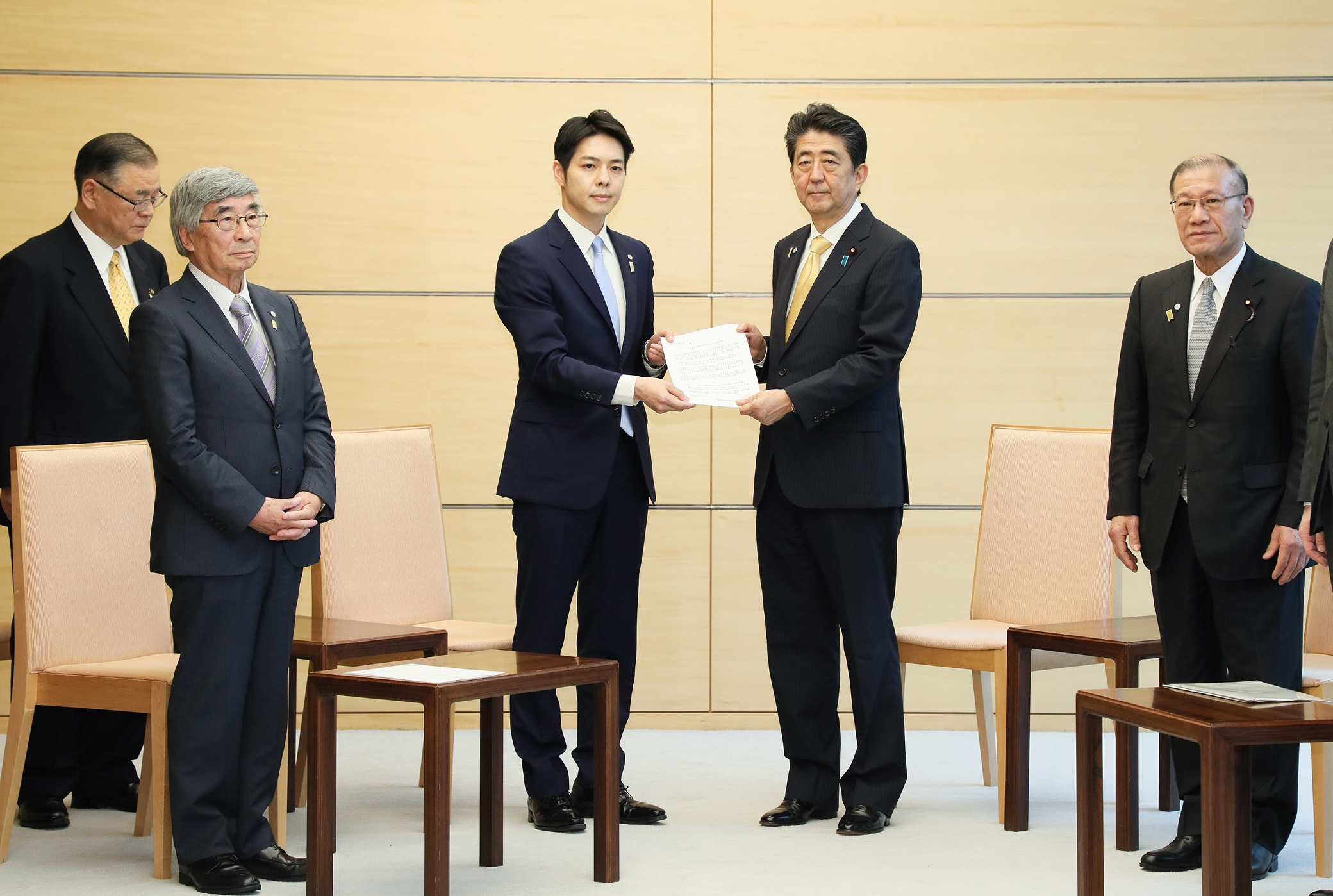
安倍晋三当時内閣総理大臣らと（2019年6月7日、首相官邸にて）

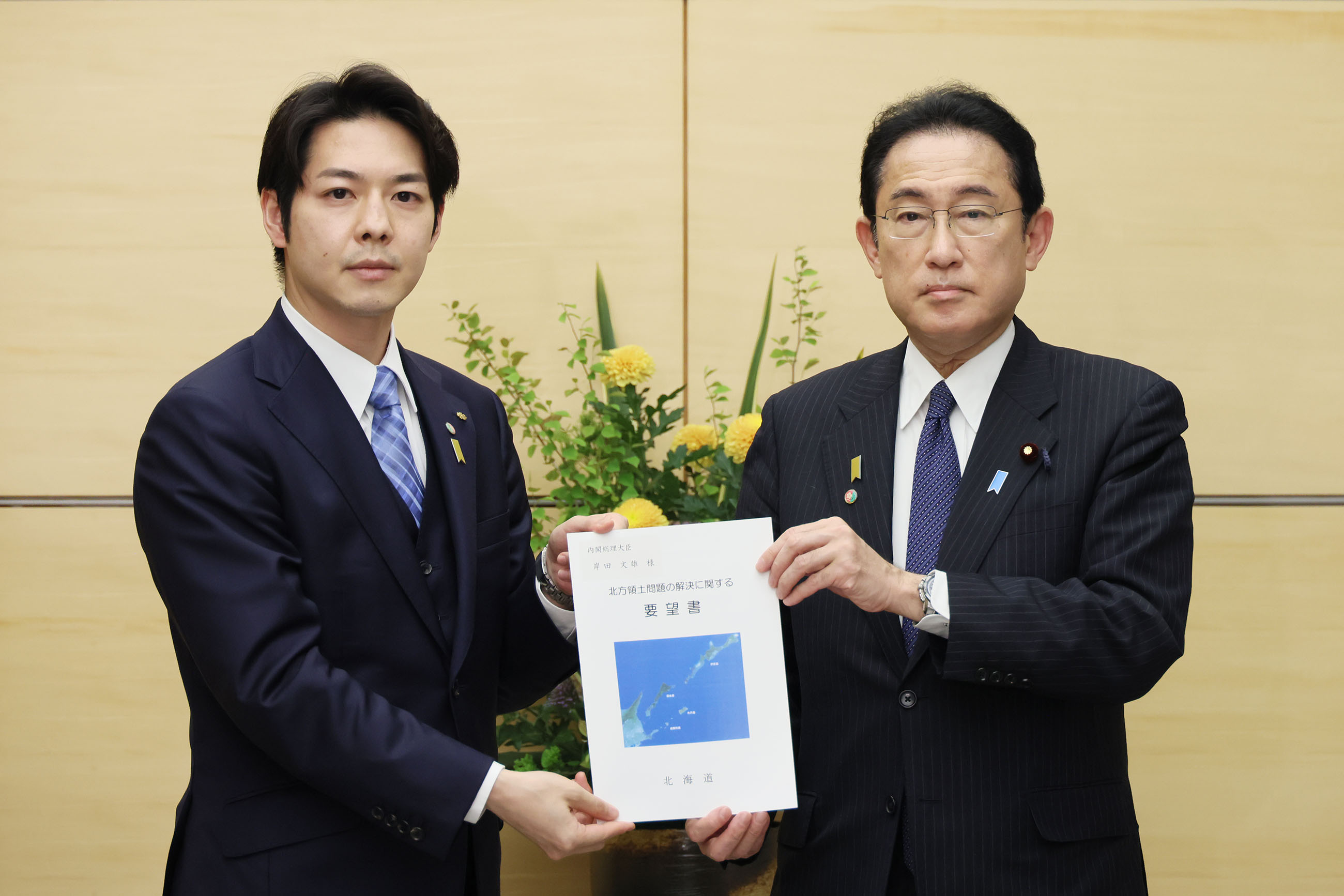
岸田文雄内閣総理大臣と（2022年6月2日、首相官邸にて）

### 新型コロナウイルス

#### 緊急事態宣言（1回目）
2020年1月28日、北海道で初の新型コロナウイルス感染者が確認された。中国人の渡航禁止令が出されない中、札幌市では毎年200万人が訪れる「さっぽろ雪まつり」が開催された（1月31日～2月11日）。感染者が増えると鈴木は週末（土日）の外出自粛を呼び掛けていたが、道内初の感染確認から1か月後の2月28日、北海道では国内最多となる64人の感染が確認された。同日、鈴木は全国初となる「新型コロナウイルス緊急事態宣言」を出し、2月28日から3月19日までの約3週間、道民の外出自粛を求め、学校を一斉休校した
。
その結果、3月17日には1か月ぶりに道内の感染者がゼロになるなど効果をあげ
、予定どおり3月19日に緊急事態宣言は解除された。政府の新型コロナウイルス感染症対策専門家会議においても、「北海道モデル」が成功したと評価された。
北海道新聞が4月3日～4月5日に世論調査を実施した結果、鈴木直道知事の支持率は驚異の88%を記録した。また緊急事態宣言（期間2月28日～3月19日）の支持率は95%であった。

#### 緊急事態宣言（2回目）
全国で感染が拡大すると、4月7日政府は緊急事態宣言を発表、東京都、神奈川県、埼玉県、千葉県、大阪府、兵庫県、福岡県の7都府県を対象とした。
これに北海道は含まれていなかったが、札幌を中心に感染の「第2波」が広がったため、4月12日鈴木は2回目の緊急事態宣言を、札幌市長の秋元克広と共同で「北海道・札幌市緊急共同宣言」として発表し、外出自粛を呼びかけた。
政府が「新型インフルエンザ等対策特別措置法」を整備するなか、1回目・2回目の宣言とも法律に基づかない北海道独自の判断で行った。
4月17日政府が全都道府県に緊急事態宣言を拡大。4月20日鈴木は道内の飲食店など事業者に対し特措法に基づく「休業要請」を行い、あわせて道と道内自治体と連携し最大30万円の支援金を給付する枠組みを発表した。
5月上旬、札幌では東京に次ぐ感染者数となり、鈴木は危機感を表明、緊急事態宣言を延長した。5月25日、感染が下火になったことから政府は緊急事態宣言を解除、北海道でも宣言は解除としたが鈴木は5月31日までの外出自粛継続を呼びかけた。
5月31日道内事業者に対する休業要請を全面解除した。あわせて事業者等に対し7つの感染対策を店舗等に明示するよう「新北海道スタイル」を作成し実践を呼びかけた。

#### 全数把握の見直しへの言及と自身の感染
感染状況が第7波に突入した、2022年7月28日、奈良市で開催された全国知事会に出席、その席上、オミクロン株感染者の99%が軽症・無症状であることから、保健所の負担軽減のため全数把握の見直しについて言及した。その翌々日の30日、知事本人の感染陽性が確認された。

### 次世代半導体ラピダス新工場誘致

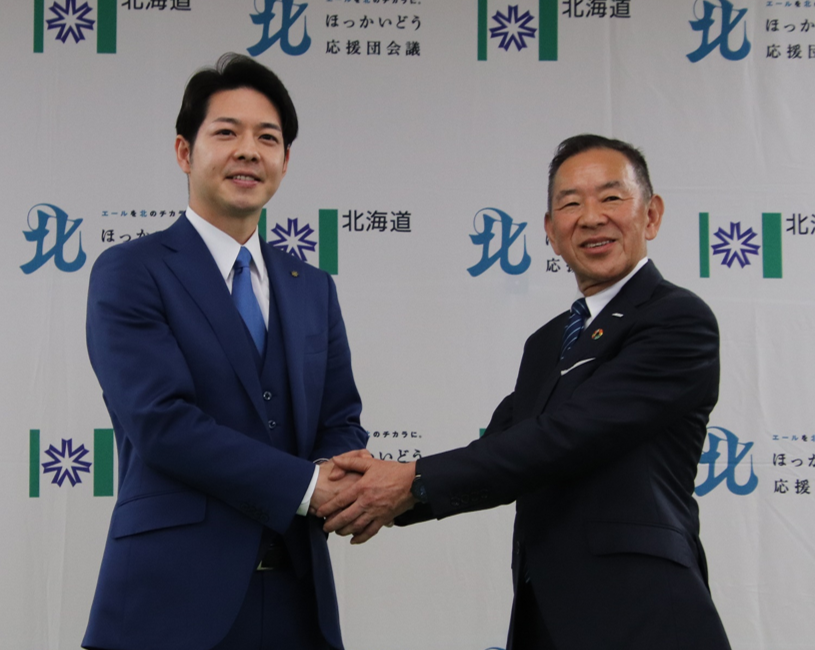
ラピダス社の小池淳義社長と（2023年2月28日、北海道庁で）

2023年2月16日、次世代半導体の国内生産を目指すラピダス本社（東京・千代田）を訪問し、小池淳義社長と面会。「ぜひ北海道をパートナーに」と道内への工場建設を要請。
2月28日、小池社長は北海道庁を訪れて鈴木知事と面会し、新工場を千歳市に建設する考えを伝えた。北海道を選んだ理由について小池社長は、豊富な水資源や再生可能エネルギーの供給能力などに加え、「北海道大学などを中心に先端技術、世界中の技術者を集められる環境もある」と説明。5兆円の投資が見込まれており、鈴木知事によると北海道として「過去最大投資規模の企業誘致」。
4月1日、北海道は建設用地や水、電気などのインフラ整備に加え、技術者などの人材確保を支援するため、新たに「次世代半導体戦略室」を設置。
4月25日、経済産業省がラピダス社に対し、すでに支援を表明済みの700億円の補助に追加し、新たに2600億円を補助すると表明。
鈴木知事は「一緒に挑戦していくパートナーとして事業計画を共有しながら、用地や用水、電気などインフラ整備や人材確保など多岐にわたる課題への対応に、これまで以上にスピード感を持って取り組んでいく」とコメントを発表した。
5月22日、北海道、千歳市、ラピダス社が千歳市で「北海道における次世半導体プロジェクト説明会及び工事計画等説明会」を開催。ラピダス社から東哲郎会長、北海道から鈴木知事、千歳市から横田隆一市長があいさつ。鈴木知事は「世界最先端、最高水準の半導体を北海道から世界に届けていく前例のない壮大なプロジェクト。一緒に挑戦していくパートナーとして、道民の理解と共感を得て、スピード感をもって全力でサポートしていきたい」と発言。
事業概要について説明に立った同社の小池社長は、新工場を軸に太平洋側の苫小牧市から、千歳市、札幌市、日本海側の石狩市にかけ、再生可能エネルギーを活用しながら半導体やデータセンターなどが集積する「北海道バレー構想」を発表。「真に世界に開かれた、持続的に発展する街づくりを推進していきたい」と語った。
2025年度予算案で半導体産業を重点政策と位置付けている。理由は、政府が後押しする成長分野で「北海道にとって大きなチャンス」と捉えているためである。また、「果たしていく役割、そしてある意味でのチャンスがあるので、そこはしっかり生かしていくために取り組んで行く」と発言している。

## 人物

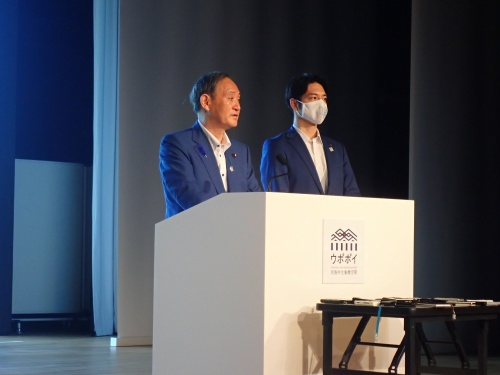
2020年7月12日、菅義偉（当時官房長官）とウポポイにて

- 元内閣総理大臣の菅義偉とは、同じ法政大卒で、夕張市がかつて財政破綻した時の総務相が菅だった縁もあり、良好な関係で知られる。2人は頻繁に電話でやりとりする間柄で、菅の過密スケジュールを縫っておよそ2か月に1度、都内で面会しているという。2019年の知事選では、菅が応援演説に駆けつけた[62][63]。
- 政策としては、「ほっかいどう応援団会議」の創設などを掲げている[64]。
- 法政大学では体育会のボクシング部主将を務め、「2002年度国民体育大会ボクシング競技東京都代表選考」フェザー級準優勝の成績を残す。
- 2013年3月、ダボス会議を開いている世界経済フォーラムが選ぶ、2013年の「ヤング・グローバル・ リーダーズ（YGL）」に選出された[65]。
- 2015年11月、日本メンズファッション協会主催「第44回ベストドレッサー賞2015発表・授賞式」において、政治部門を最年少で受賞した。

## テレビ出演
- 日経スペシャル カンブリア宮殿（テレビ東京）
  - 田舎に日本の未来SP 第1弾 ～人口減に挑む地元愛～（2015年6月4日）- 当時、夕張市長[66]。
  - コロナ危機に立ち向かう北海道！ 地方復活のヒントを探る（2020年10月8日）- 当時、北海道知事[67]。

## 書籍

### 著書
- 『やらなきゃゼロ! 財政破綻した夕張を元気にする全国最年少市長の挑戦』（2012年12月22日、岩波書店 岩波ジュニア新書）ISBN 9784005007318
- 『夕張再生市長 課題先進地で見た「人口減少ニッポン」を生き抜くヒント』（2014年10月22日、講談社）ISBN 9784062191401
- 『逆境リーダーの挑戦 最年少市長から最年少知事へ』（2023年2月20日、PHP研究所 PHP新書）ISBN 9784569854083

### 関連本
- 猪瀬直樹『東京の副知事になってみたら』（2010年6月6日、小学館 小学館101新書）ISBN 9784098250882